# ILGA
Международная ассоциация лесбиянок, геев, бисексуалов, транс- и интерсекс-людей (англ. International Lesbian, Gay, Bisexual, Trans and Intersex Association, сокр. ILGA) — международная организация, занимающаяся вопросами соблюдения прав человека для представителей ЛГБТ. Зонтично включает в себя более 1919 ЛГБТ-организаций в примерно 169 странах мира. 25 июля 2011 года ILGA получила консультативный статус в ЭСС ООН.

## История
ILGA была основана как Международная ассоциация геев (IGA) в августе 1978 года во время конференции Campaign for Homosexual Equality в Ковентри, в Англии, на встрече, в которой приняли участие 30 мужчин, представляющих 17 организаций из 14 стран. Организация изменила свое название на ILGA в 1986 году.
Конференция в Ковентри также призвала Amnesty International рассмотреть проблемы преследования лесбиянок и геев. В 1991 году, после 13-летней кампании AI сделала права лесбиянок и геев частью своего мандата и теперь выступает за права ЛГБТ на международном уровне.
ILGA участвовала в том, чтобы убедить ВОЗ исключить гомосексуальность из списка болезней.
ILGA была первой ЛГБТ-организацией, которая получила «консультативный статус» в качестве неправительственной организации в ООН. Заявления были сделаны от имени ILGA в сессиях Подкомиссии ООН по предупреждению дискриминации и защите меньшинств 1993 года и в 1994 году и на сессии Комиссии ООН по правам человека 1994 года. Статус НПО ILGA был приостановлен в сентябре 1994 года. Однако в июле 2011 года ILGA восстановила консультативный статус ЭКОСОС, позволив ILGA принимать участие в конференциях и мероприятиях ООН, представлять письменные заявления, делать устные выступления в ООН.

### Всемирная конференция
ILGA проводит всемирную конференцию, на которой могут присутствовать все ее организации-члены. Всемирная конференция обычно устанавливает время и место для следующей конференции.

### Отчеты о гомофобии
В 2011 году ILGA опубликовала свой доклад о гомофобии и карту, в которой выявлено 75 стран, которые по-прежнему криминализируют однополые отношения (по взаимному согласию) между двумя взрослыми. Эти страны в основном находятся в Африке и Азии.
В 2016 году ILGA опубликовала свой самый свежий доклад о спонсорской поддержке гомофобии. В докладе было установлено, что «однополые половые акты» являются незаконными в 72 странах. Эти страны составляют 37 % государств в ООН. Из 72 стран 33 находятся в Африке, 23 находятся в Азии, 11 — в Северной и Южной Америке и 6 — в Океании.

### Международный интерсекс-форум
В связи с включением интерсекс-людей в сферу своей заинтересованности, ILGA и ILGA-Europe спонсировали международный сбор интерсекс-активистов и интерсекс-организаций. Международный интерсекс-форум проводится ежегодно с 2011 года.
Третий форум проходил на Мальте. В нем приняли участие 34 человека, представляющие 30 организаций «со всех континентов». В ходе этого форума была подписана Мальтийская декларация с перечнем прав интерсекс-людей, нарушаемых по всему миру и предложениями о том, что должны сделать страны для исправления ситуации.

### Структура
ILGA имеет следующие региональные филиалы:
- ILGA-Africa — филиал в Африке
- ILGA-Asia — филиал в Азии
- ILGA-ANZAPI — филиал в Океании
- ILGA-Europe — филиал в Европе
- ILGA-North America — филиал в Северной Америке
- ILTGA-LAC — филиал в Южной и Центральной Америке.

## Участники ILGA

### Россия
Из российских организаций в ILGA входят: Российская ЛГБТ-сеть, проект GayRussia.Ru, Общественный центр «Я+Я», Радужная Ассоциация.

### Германия
Германию в ILGA представляют Союз геев и лесбиянок Германии и Бисексуальная сеть.